# CTRL (émission de télévision)
 (septembre 2016).
Si vous disposez d'ouvrages ou d'articles de référence ou si vous connaissez des sites web de qualité traitant du thème abordé ici, merci de compléter l'article en donnant les références utiles à sa vérifiabilité et en les liant à la section « Notes et références ».
Pour les articles homonymes, voir Ctrl.
CTRL est une émission de télévision humoristique québécoise en 72 épisodes produite par la société Roméo & Fils et diffusée du 17 août au 18 décembre 2015 à MusiquePlus.
Le graphisme d'ouverture est signé Pusher Studio, et la musique est Cult Nation. C'est aussi la deuxième production de Roméo & Fils, après le magazine Fabriqué au Québec.

## Résumé
CTRL était une émission humoristique animée par trois jeunes humoristes : Gabriel Joncas, Camille Piché-Jetté et Rosalie Vaillancourt. Les trois animateurs critiquaient les vidéos les plus cinglantes du web.

## Générique
- Animateurs : Gabriel Joncas, Camille Piché-Jetté, Rosalie Vaillancourt
- Réalisateur : Patrice Laliberté
- Directeur photo : Ménad Kesraoui
- Scénariste : Théo Brière
- Directrice de production : Alexandra Briand
- Montage : Juliette Guérin
- Graphisme : Pusher Studio
- Musique : Cult Nation
- Productrice déléguée : Caroline Galipeau
- Producteur exécutif : Martin Henri
- Produit avec la collaboration de MusiquePlus
- Une production de Roméo & Fils

## Commentaire
L'émission a fait l'objet d'une plainte auprès du Conseil canadien des normes de la radiotélévision (CCNR) concernant un épisode diffusé sur l'heure du midi utilisant des références à connotation sexuelle, entre autres une scène avec des godemichets, des sons suggestifs dans une vidéo de mélange de macaroni au fromage, et l'utilisation du mot « fuck ».